# Удары украинских беспилотников по Каспийской флотилии
В ходе российского вторжения в Украину 6 и 30 ноября 2024 года инфраструктура и корабли Каспийской флотилии ВМФ России в Каспийске были атакованы украинскими ударными БПЛА. Атаки были произведены в 1500 км от украинской границы. Информация о результативности атак противоречива.

## Участие Каспийской флотилии во вторжении

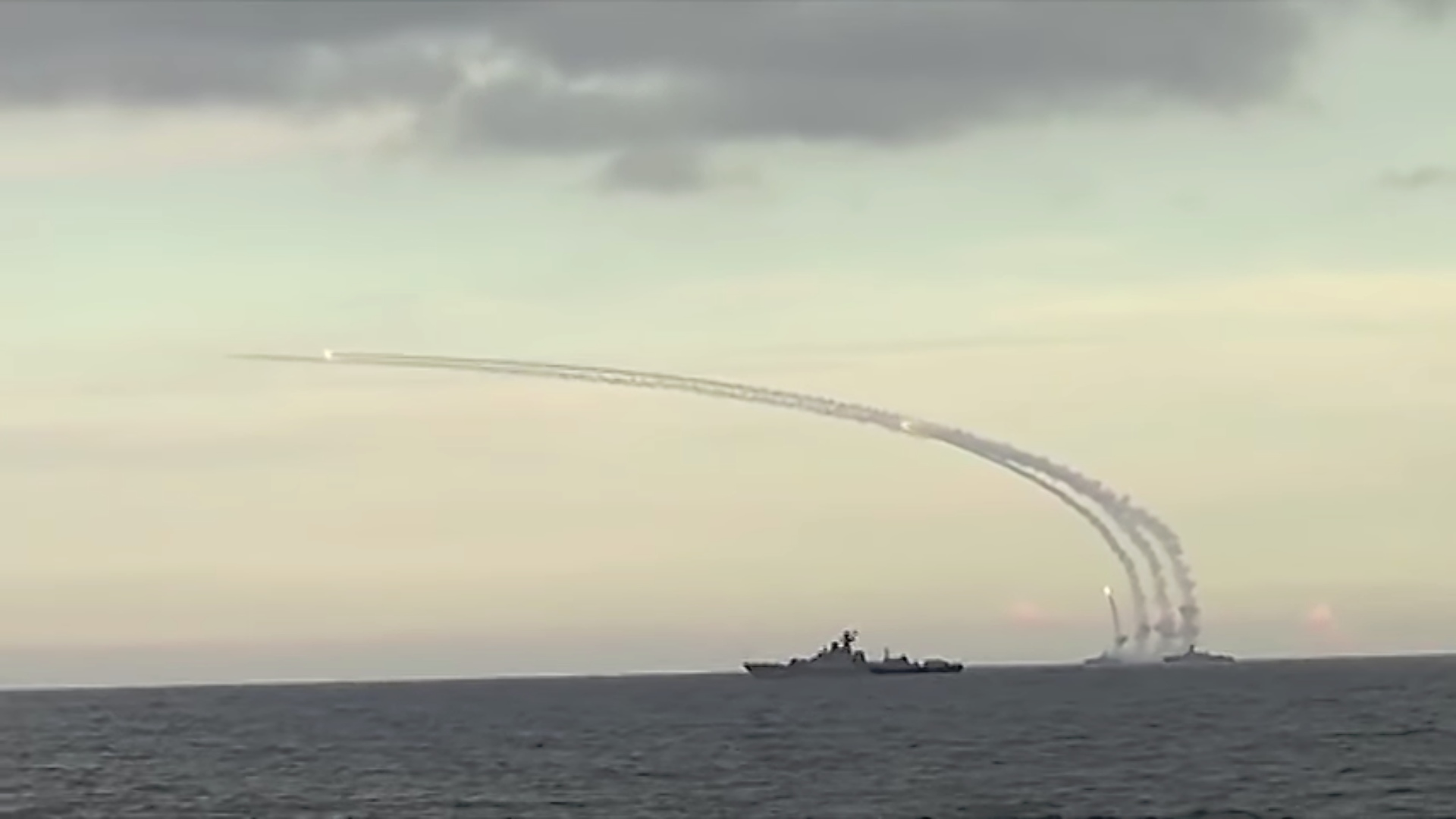
Пуски ракет «Калибр» кораблями Каспийской флотилии во время ударов по Сирии. Каспийское море, 20 октября 2015 года

Новая база для Каспийской флотилии ВМФ России строилась в дагестанском Каспийске с 2017 года. В 2018–2020 годах флотилия была перебазирована из Астрахани в Дагестан. В состав флотилии входили носители крылатых ракет «Калибр», которые также могли запускать ракеты «Оникс» и «Циркон». С 2015 года акватория Каспийского моря использовалась Каспийской флотилией для нанесения ракетных ударов по Сирии.
Каспийская флотилия была активно задействована во вторжении на Украину. Входящий в её состав 177-й полк морской пехоты участвовал в боях на Запорожском и Харьковском направлениях. Её корабли наносили ракетные удары по Украине. Ряд её кораблей с началом войны был придан Черноморскому флоту ВМФ России.

## Украинские удары по флотилии
Утром 6 ноября был нанесен удар БПЛА по городу Каспийск в Дагестане — главной базей Каспийской флотилии ВМФ РФ. Местные власти заявили о сбитии вражеского беспилотника. Министерство обороны России не подтверждало атаку на Каспийскую флотилию. Однако фото и видеозаписи налета БПЛА почти сразу появились в соцсетях. На них было видно, как по меньшей мере один крупный беспилотник, по очертанию похожий на легкомоторный самолет А-22 («Летучая лиса»), врезается в порт Каспийска. В соцсетях заявляли о сбитии ещё одного беспилотника. Позже сообщалось минимум о двух взрывах. По данным опрошенного изданием издания «Кавказ.Реалии» анонимного дагестанского журналиста и политолога, всего 6 ноября в Дагестан прилетели как минимум 4 дрона, 2 из них поразили цель. Это была первая атака на Каспийскую флотилию за период войны. Каспийск расположен за 1500 км от границы Украины. 
После первой атаки для жителей Каспийска последствиями стали введенные мэрией «временные ограничительные меры»: отключение уличного освещения по ночам, приостановка работы кадетской морской школы-интерната и пяти детских садов, расположенных вблизи военной части и завода «Дагдизель», который входит в корпорацию «Тактическое ракетное вооружение». 13 ноября в Каспийск приезжал Николай Патрушев – бывший секретарь Совета безопасности России и директор ФСБ, на тот момент — советник президента и председатель Морской коллегии Российской Федерации. Местные СМИ предполагали, что его визит мог быть связан в том числе с обсуждением последствий удара украинских дронов.
По сообщениям дагестанских телеграм-каналов 30 ноября 2024 года в районе 7:30 утра громкий взрыв раздался в Каспийске со стороны моря. Вскоре глава Республики Дагестан Сергей Меликов заявил, что беспилотник «безрезультатно» атаковал «объекты в Каспийске» и что разрушений и пострадавших нет. Министерство обороны России в утренней сводке об атаке дронов Дагестан не упоминало.

## Нанесённый урон
После первой атаки Украинская служба Радио «Свобода», Би-би-си и РБК-Украина со ссылкой на Главное управление разведки Министерства обороны Украины сообщали, что повреждены корабли «Дагестан», «Татарстан» и, вероятно, несколько малых ракетных кораблей проекта 21631. Также на пораженных объектах, по данным ГУР, базировались части береговых войск РФ, включая морскую пехоту.
Институт изучения войны привёл аналогичные данные. Его аналитики проанализировали спутниковые снимки, на которых было видно присутствие в каспийском порту трех кораблей класса «Буян», двух кораблей класса «Буян-М», одного ракетного катера проекта «Тарантул» (по классификации НАТО) и одного корабля класса «Гепард», к которому относятся сторожевые корабли «Татарстан» и «Дагестан». Снимки не позволяют идентифицировать повреждения.
Министерство обороны Великобритании сообщало в соцсети X, что, вероятно, получили повреждения не менее двух фрегатов класса «Гепард». Ведомство сообщило, что степень данных повреждений неизвестна, но они, вероятно, будут быстро устранены.
По данным Министерства здравоохранения Дагестана, легкое ранение голени получила 16-летняя девушка.
Из-за первой атаки дронов расположенный примерно в 20 километрах от города международный аэропорт «Махачкала» на несколько часов приостановил работу. На запасные аэродромы были перенаправлены 3 летевшие в столицу Дагестана самолета. Согласно данным онлайн-табло аэропорта, задержанными оказались вылеты в Москву и Пермь, которые с утра перенесли на обед, на 2 часа задержали вылет в Дубай. Во время второй атаки в аэропорте Махачкалы также был временно приостановлен вылет и прием самолетов.
По данным Украинской службы Би-би-си сообщений о пожаре после первого взрыва в Каспийске не поступало, однако взрыв мог иметь и другие последствия.

### Оценки
Ряд российских провоенных телеграмм-каналов, проанализировав видео атак, заявил об очевидном низком уровне противовоздушной обороны в атакованном регионе.
Украинская служба Би-би-си указывала на то, что российскому военному командованию, очевидно, придется усилить противовоздушную оборону военной базы Каспийской флотилии.
По оценке Военной разведки Великобритании «атака демонстрирует, что Украина сохраняет способность наносить удары по российским целям в районах, ранее считавшихся безопасными для операций».
«The Diplomat» в своей публикации отмечал, что эти боевые действия, в сочетании с пусками Россией ракет по Украине из акватории Каспийского моря и сбитием ей рейса 8432 «Азербайджанских авиалиний», представляют потенциальную угрозу региональной безопасности в Каспийском море. Это может помешать долгосрочным инвестициям в торговлю и развитие инфраструктуры.